# دانشکده‌های فلسفه و الهیات سن میگل
دانشکده‌های فلسفه و الهیات سن میگل (انگلیسی: Facultades de Filosofía y Teología de San Miguel) یک دانشگاه و حوزه علمیه یسوعی‌ها در سن میگل، استان بوئنوس آیرس، آرژانتین است.

## تاریخچه
سن میگل در ابتدا در سال ۱۹۱۸ در سانتافه تأسیس شد و در سال ۱۹۲۳ به بوئنوس آیرس منتقل شد. این دانشگاه دارای دو پردیس، USAL Universidad del Salvador و Centro Loyola است.
در سال ۱۹۳۲، دانشگاه از سریر مقدس مجوز اعطای مدارک کلیسایی در فلسفه و الهیات، از کارشناسی تا مجوز تدریس دانشگاهی و دکترا را دریافت کرد. برای سال‌های متمادی، این تنها دانشگاه در آمریکای جنوبی بود که مجاز به اعطای مدارک پاپی در فلسفه و الهیات بود، و به همین دلیل دانشجویانی از آرژانتین، اروگوئه، پاراگوئه، بولیوی، شیلی، پرو، برزیل و مکزیک را جذب می‌کرد.

## ارتباط با پاپ فرانسیس
پاپ فرانسیس از سال ۱۹۶۷ تا ۱۹۷۰، در دانشکده الهیات «سن خوزه» مدرسه سن میگل، جایی که مدرک مجوز تدریس دانشگاهی در فلسفه را دریافت کرده بود و اکنون نیز مدرک مجوز تدریس دانشگاهی در الهیات را دریافت کرد، به تحصیل الهیات پرداخت. در حالی که استاد نوآموزان در ویلا باریلاری در سن میگل (۱۹۷۲–۱۹۷۳) بود، به عنوان استاد در دانشکده الهیات و رئیس کالج خدمت کرد، تا اینکه در سال ۱۹۷۳ به رئیس استانی یسوعیان آرژانتین تبدیل شد.